# 秤量所
秤量所 （しょうりょうじょ、ひょうりょうじょ、a weigh station） は、高速道路上に設けられた、車両重量を計測するための施設。
トラックや商用車向けに設けられていることが多い。特に、農作物の収穫期に合わせてトラックを監視する目的で設置されることが多い。
施設内には積載量の計測器があり、いったん車両を止めて量るタイプのものと走りながらでも計測できるタイプのものとがある。また計量方法も、車軸毎に計量するものから一度に全ての車軸を計量するものまで、様々である。
施設内には測定の結果を知らせる案内表示があり、本線に戻ってもよいか追加の検査が必要かをドライバーに知らせるようになっている。
沿線の地方自治体が管理にあたるが、常設の秤量所の他に、移動式の臨時秤量所が設けられることがある。後者は一時的な検問所として通常の秤量所から離れた地点に設けられ、常設の検問所を避けるドライバーを捕捉する目的がある。特設施設として設けられ、常駐の職員がいない場合もある。

## アメリカ合衆国

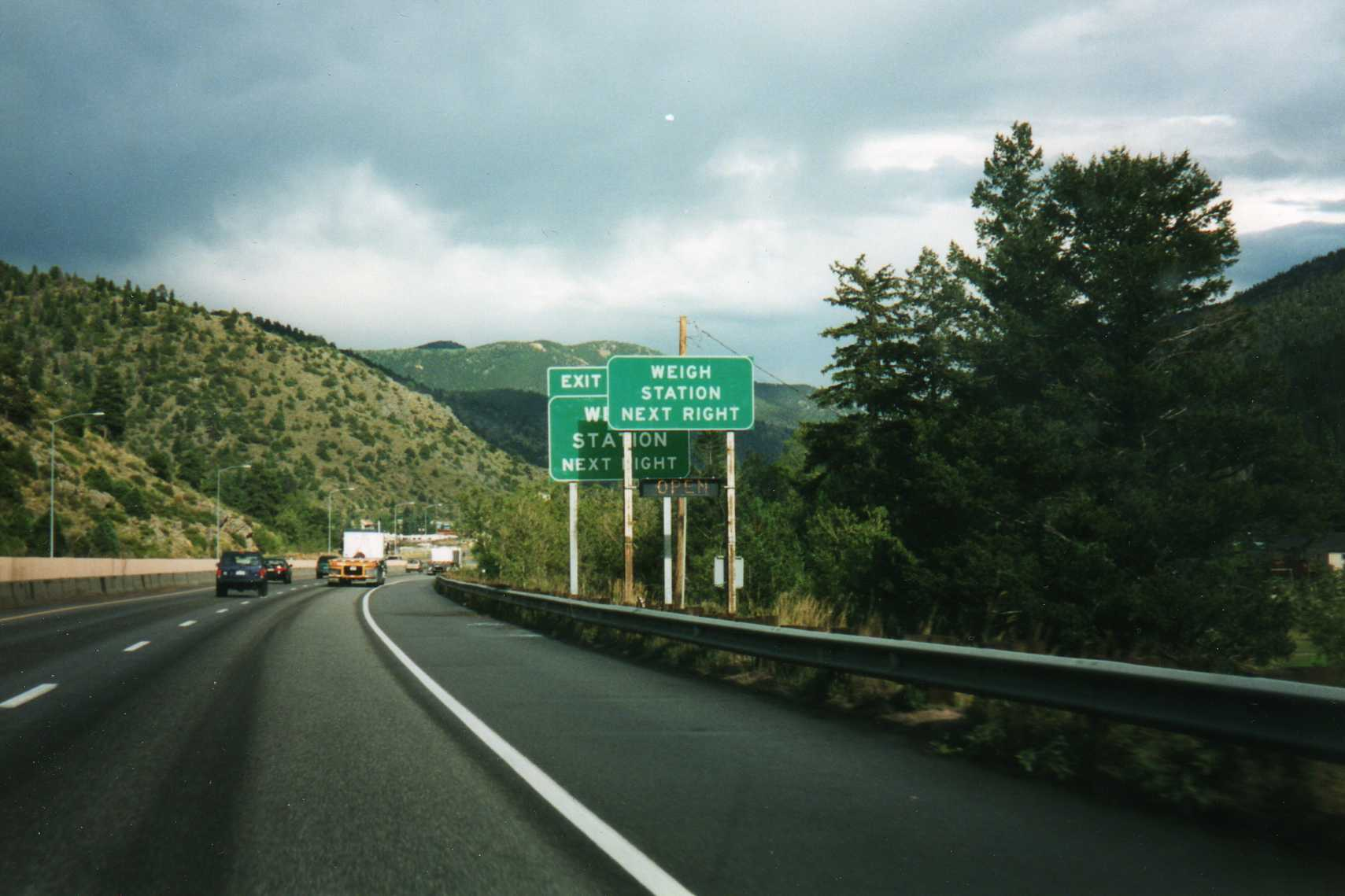
州間高速道路70号線、コロラド州内にある一般的な案内表示。この先に秤量所があることと営業中かどうかを表示する。

州境付近に設けられたものは入港地点 (a port of entry) と呼ばれる。それ以外では交通の要衝や貨物の出発点、到着点に設けられることが多い。
当初は道路使用料の収受を主目的として設置されていたが、現在、当該業務は国際燃料税協定 (International Fuel Tax Agreement) に取って代わられている。現在でも秤量所で使用料を納入することはできるが、主な業務は通行税の監督、整備点検の確認に移っている。
監督する項目は燃料税違反、重量オーバー、整備点検状況、超過勤務違反の確認等である。
設置・管理は連邦ではなく州が行うため、州毎に監督項目に大きな違いがある。各州の交通局が高速道路交通警察隊や州警察と共同で業務を担当し、関連法規が遵守されているか確認する。
秤量所によっては同時に積荷の申請書、車検証、走行記録の提出を求め、燃料税が納付されているか、国の定める最長勤務時間を越えて運転していないかを確認し、トラックとドライバーに交通局の定める諸検査を受けさせる。こうした諸検査を秤量所で済ませてしまうという州が多い。
トラックドライバーの間では「鳥小屋」(chicken coops) とも呼ばれている。

### 重量制限
米国での最大重量は8万ポンドである。
ただし、事前に届出があればこれを超えて走行することも可能で、その場合申請した目的地まで有効な通行証が発給される。発給されるのは貨物を分割して運ぶことができず、他に輸送手段がない場合に限られる。通行証の発給を受けた場合には、一般に沿線の交通局及び警察と連絡を取り、護送用の車両を手配する必要がある。
走行しながら重量を量ることができる州が多く、円滑な交通の妨げにならないよう配慮されている。
重量オーバーが発覚した場合には前述の超過重量車両用の通行証が発行されるまで本線に戻ることはできないことがある一方、重量違反の切符が発行されるだけで、超過重量分の荷物の遺棄を求められるだけの場合、あるいはそのまま本線に戻れることもある。
重量オーバーには2つのケースがある。
分割可能
貨物が運送用のパレットに小分けされている場合、自動車、穀物などが該当する。
分割不能
鉄骨などがこれに当たる。分割不能の場合には経路を限定した上で通行証を発給する州があり、超過重量不問のところもあれば、指定された貨物に一定の条件を満たした上で重量超過を認めるところもある。例としてワイオミング州では分割不能の荷物に対しチェーン、防水シート、荷敷等の使用を最大2000ポンドまで認めている。

### 電子バイパス
秤量所での交通を円滑にするため、電子バイパス方式を導入した州が多い。
PrePass、NORPASS、あるいは単にA.V.I. (Automatic Vehicle Identification、自動車両認識)と呼ばれるもので、
秤量所とトラック(通常フロントグラスの内側に取り付けられる)の交信機を用いて必要な諸手続きを行う。基本的にETCで使われるものと同じである。
交信機は各トラック毎に登録され、トラックの識別情報が埋め込まれており、秤量所に近づくと、荷主、車両番号、総重量が送信される。
加えて基本的な安全整備情報も送信する。トラックが秤量所1マイル程度の位置に近づくと、高速道路上の受信機がトラックの情報を読み込む。同時に本線上に埋め込まれた量りで、走行中に重量を量る。これによって車軸重量、総重量がそれぞれ計測され、法定積載量を超えていないか確認する。
さらに、車検や整備状況をデータベースで照合する。秤量所の係官に走行速度と共に検査結果が伝えられ、トラックが通過しても良いか判断する。
初めの交信機を通過して0.5から1マイルを過ぎたあたりに2台目の交信機があり、ドライバーに向けて信号を送る。
緑の信号の場合は、トラックは秤量所に入らずそのまま本線を通過する。
赤の場合は、秤量所に入り通常の測定を行うことになる。赤が点灯するのは重量オーバーか、無作為の検査の場合が多い。
無作為抽出の場合、ドライバーが検査に協力的だったか否かが記録される。この結果はドライバー（ないし同一運送会社の他のドライバー）が秤量所に入る頻度に反映される。

## 台湾

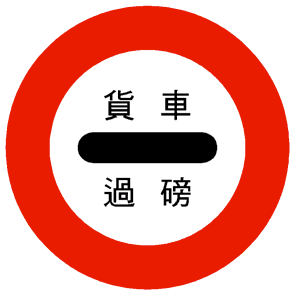
台湾にある秤量所。中国語で「トラックは重量を量ること」とある。